# Ladislav Šimčo
Ladislav Šimčo (* 29. května 1967) je bývalý slovenský fotbalový útočník a později fotbalový trenér.

## Fotbalová kariéra
Hrál za Inter Bratislava, FC Lokomotíva Košice a SK Hradec Králové. V československé lize nastoupil ve 21 utkáních a dal 2 góly, ve slovenské lize nastoupil v 89 utkáních a dal 20 gólů a v české lize odehrál 43 utkání a dal 4 góly.

## Ligová bilance
| Ročník                                   | Zápasy | Góly | Klub                 |
| ---------------------------------------- | ------ | ---- | -------------------- |
| 1. československá fotbalová liga 1991/92 | 21     | 2    | Inter Bratislava     |
| Corgoň liga 1993/94                      | 31     | 6    | FC Lokomotíva Košice |
| Corgoň liga 1994/95                      | 26     | 7    | FC Lokomotíva Košice |
| Corgoň liga 1995/96                      | 32     | 8    | FC Lokomotíva Košice |
| 1. česká fotbalová liga 1996/97          | 24     | 2    | SK Hradec Králové    |
| Gambrinus liga 1997/98                   | 19     | 2    | SK Hradec Králové    |
| CELKEM                                   | 153    | 27   |                      |

## Trenérská kariéra
Trénoval FC Lokomotíva Košice, MFK Košice a MFK Ružomberok.